# Briedern
Briedern là một xã thuộc huyện Cochem-Zell, bang Rheinland-Pfalz, Đức. Xã này có diện tích 3,55 ki-lô-mét vuông.